# انتشار الأبجدية اللاتينية

التوزيع الحالي للنص اللاتيني. حيث تُستخدم الأبجديات ذات النص اللاتيني أحيانًا على نطاق واسع في المناطق الملونة باللون الأخضر الغامق ويمكن رؤية أن اللون الأخضر الفاتح يعبر عن استخدام الأبجدية اللاتينية كلغة ثانية غير الرسمية، مثل الفرنسية في الجزائر والإنجليزية في مصر، وكذلك الكتابة الصوتية اللاتينية للنص الرسمي، مثل بينيين في الصين.

انتشار الخط اللاتيني له تاريخ طويل، من بداياته القديمة في لاتيوم إلى صعوده كنظام الكتابة السائد في الحداثة. تم العثور على أسلاف الحروف اللاتينية في الأبجدية الفينيقية واليونانية والإترورية. مع توسع الإمبراطورية الرومانية في العصور الكلاسيكية القديمة، حيث انتشر النص وكذلك اللغة اللاتينية جنباً إلى جنب مع فتوحاتها، وظلت مستخدمة في إيطاليا، وأيبيريا، وأوروبا الغربية بعد اختفاء الإمبراطورية الرومانية الغربية.
وخلال حقبة العصور الوسطى المبكرة والحديثة تم نشر النص من قبل المبشرين والحكام المسيحيين، ليحلوا محل أنظمة الكتابة الأصلية في وسط أوروبا وشمال أوروبا والجزر البريطانية.
في عصر الاكتشاف، شهدت الموجة الأولى من الاستعمار الأوروبي تبني الأبجديات اللاتينية بشكل أساسي في الأمريكتين وأستراليا، في حين تم تحويل إفريقيا جنوب الصحراء، والبحر جنوب شرق آسيا، والمحيط الهادئ إلى لاتينية في فترة الإمبريالية الجديدة. وإدراكًا منهم أن اللاتينية كانت الآن أكثر النصوص استخداماً على وجه الأرض، بذل البلاشفة الروس جهودًا لتطوير وإنشاء الأبجديات اللاتينية لجميع اللغات في الأراضي التي سيطروا عليها في أوروبا الشرقية وشمال ووسط آسيا. ومع ذلك، بعد العقود الثلاثة الأولى للاتحاد السوفيتي، تم التخلي عن هذه العقود تدريجياً في الثلاثينيات لصالح الأبجدية الكريلية. وقد قررت بعض دول الأغلبية التركية في فترة ما بعد الاتحاد السوفيتي إعادة تقديم النص اللاتيني في التسعينيات, على غرار تركيا عام 1928, في أوائل القرن الحادي والعشرين، كانت أنظمة الكتابة غير اللاتينية لا تزال سائدة فقط في معظم أجزاء الشرق الأوسط وشمال إفريقيا ودول ما بعد الاتحاد السوفيتي، ومعظم البلدان في آسيا، وبعض دول البلقان.

## تاريخ بدائي

قرص مارسيليانا (حوالي 700 قبل الميلاد)، الذي يحتوي على أقدم أبجدية إتروسكية معروفة.

في البداية نشأ النص اللاتيني في العصور القديمة القديمة في منطقة لاتيوم تحديداً الواقعة في وسط إيطاليا، يُعتقد عموماً أن اللاتين وهي إحدى القبائل الإيطالية القديمة تبنوا البديل الغربي للأبجدية اليونانية في القرن السابع قبل الميلاد  من خلال مستعمرة كوماي اليونانية في جنوب إيطاليا جعل الأبجدية اللاتينية الأولى واحدة من بين العديد من الأبجدية الإيطالية القديمة التي ظهرت في ذلك الوقت. تأثر النص اللاتيني المبكر بشدة بالحضارة الأترورية المهيمنة إقليمياً وقد تبنى اللاتين في النهاية 22 حرفًا من أصل 26 حرفًا إتروسكي، مشتق من اليونانية الغربية أيضاً من المحتمل جداً أن يكون اللاتين قد تلقوا أبجديتهم عبر الأتروسكان بدلاً من المستعمرين اليونانيين مباشرة.

## العصور القديمة

### لاتينية إيطاليا

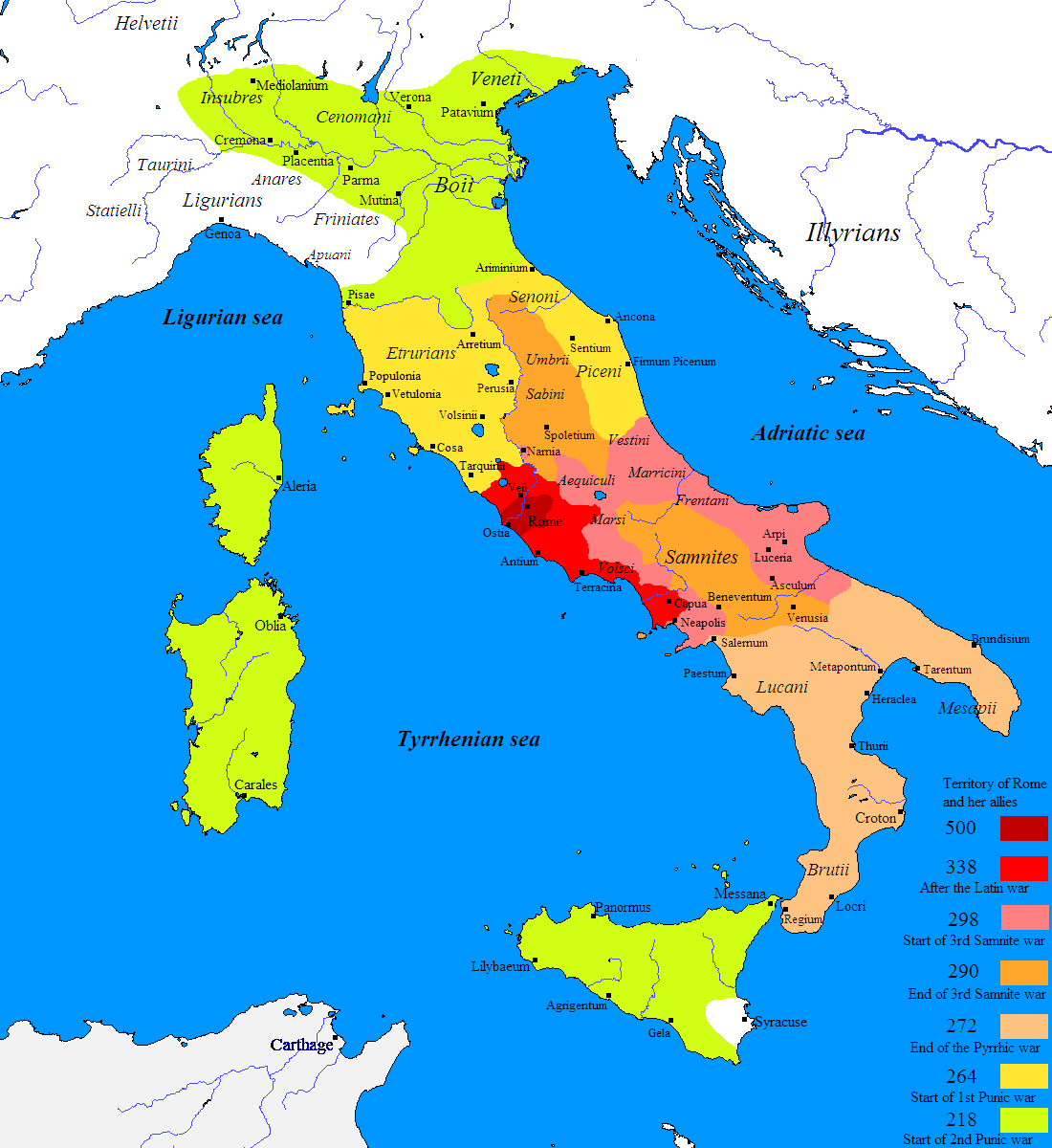
التوسع الروماني في إيطاليا (343-218 قبل الميلاد) نشر النص اللاتيني.

إلى جانب اللغة اللاتينية، انتشر نظام الكتابة اللاتينية لأول مرة في شبه الجزيرة الإيطالية مع صعود الجمهورية الرومانية من القرن الرابع إلى القرن الأول قبل الميلاد. وبحلول القرن الرابع، تم توحيد الأبجدية اللاتينية من قبل مدينة روما وبدأت في السيطرة على لاتيوم.  تم إهمال الأبجديات المحلية الأخرى في لاتيوم خاصة بعد الحرب اللاتينية (340-338 قبل الميلاد).
هناك أدلة على وجود مرحلة ثنائية اللغة والديجرافيا في أواخر القرنين الرابع والثالث في إتروريا وكامبانيا وأومبريا ومعظم مناطق وسط إيطاليا الأخرى التي غزاها الرومان  (في المقام الأول خلال حروب سامنيت من 343-290 قبل الميلاد  )، وقد حافظوا على اتصالات متكررة مع الرومان واللاتينيين الآخرين، الذين أقاموا العديد من المستعمرات في الأراضي التي تم ضمها وحلفائها. أدت مشاركة الشعوب المائلة في الجيش الروماني إلى تسريع عملية الكتابة بالحروف اللاتينية واللاتينية.
يبدو أن أومبريا قد تحولت من نصها الخاص في القرن الثاني قبل الميلاد إلى اللاتينية في الأول. بعد إخضاع جنوب إيطاليا في الحرب البيرانية (280-275 قبل الميلاد)، اختفت اللغة الميسابيكية تماماً (وهي لغة تبنت الأبجدية اليونانية)، وباستثناء شعب جيريكو الذين لا يزالون موجودين في القرن الحادي والعشرين، حلت اللاتينية محل كل اليونانية في ماجنا غراسيا. أفاد تيتوس ليفيوس أن الحكومة المحلية في كوماي - المستعمرة اليونانية التي ربما نشرت في الأصل أبجديتها إلى اللاتين عبر الأتروسكان  - قدمت طلباً غير مرغوب فيه في القرن الثاني قبل الميلاد لاستخدام اللاتينية في الشؤون العامة من الآن فصاعداً. بعد الحرب البونيقية الأولى (264-241 قبل الميلاد)، استحوذ النص اللاتيني تدريجياً على الاتصالات الكتابية عن سردينيا من باليو سردينيا (يُطلق عليها أيضاً "نوراجيك")، وعلى كورسيكا من باليو كورسيكان، وعلى صقلية من اليونانية والصقلية المحلية واللغات السيكانية والإليمانية. بدأ الفتح الروماني لميديولانوم ( ميلانو ) عام 222 قبل الميلاد في تحويل وادي بو إلى اللاتينية. 
تمت مقاومة لاتينية إيطاليا من قبل مجموعات عرقية مختلفة، وعلى الأخص السامنيون، حيث اعتبروا لغتهم الأوسكانية وكتابتهم جزءاً من هويتهم، واستخدموها في معارضة واضحة لروما, على سبيل المثال في العملات المعدنية خلال الحرب الاجتماعية (91) - 87 قبل الميلاد).  احتفظ قدماء فينيتي، بأبجديتهم الخاصة حتى نهاية الجمهورية الرومانية (27 قبل الميلاد) على الرغم من تحالفهم مع روما لقرون. 

### غرب البحر الأبيض المتوسط و بلاد الغال

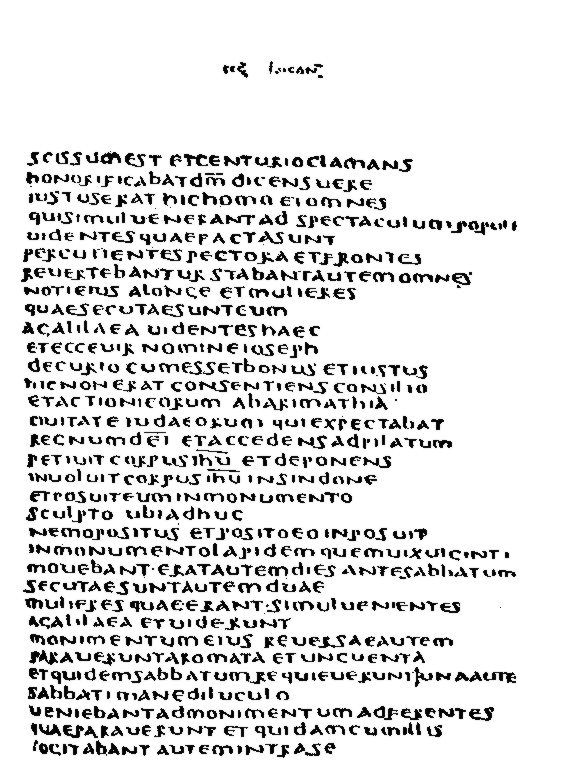
عينة لاتينية من مخطوطة بيزا (القرن السادس الميلادي)، نسخة من العهد الجديد من بلاد الغال أو إيطاليا.

أدى الفتح الروماني لشبه الجزيرة الأيبيرية (206-19 قبل الميلاد) إلى انقراض جميع أنظمة الكتابة الأصلية مثل النصوص الأيبيرية.  وبالمثل، فإن غزو قيصر لغال (58-50 قبل الميلاد) حسم مصير الأبجديات المشتقة من اليونانية التي استخدمتها قبائل الغال المختلفة. وفقًا لمايلز (2013)، "كان هناك اختفاء مفاجئ وكامل للنصوص الإيبيرية والغالو اليونانية بحلول منتصف القرن الأول الميلادي." تم التحدث باللغة الأيبيرية حتى القرن الأول الميلادي على الأقل, لا يزال يتم التحدث بلغة الباسك في القرن الحادي والعشرين، ولكنها تستخدم أبجدية لاتينية مكونة من 27 حرفًا في الكتابة. استخدمت نخبة غالو الرومانية الجديدة النص اللاتيني لكتابة نصوص باللغات السلتية، وازدهرت نقوش غالو لاتينية جنباً إلى جنب مع النصوص اللاتينية. زعم غريغوري أوف تورز (القرن السادس الميلادي) أن لغة الغال ما زالت تُتحدث في بعض الأرياف.
بعد هزيمة قرطاج القديمة (الحرب البونيقية الثالثة 149–146 قبل الميلاد)، أصبحت المراكز الحضرية في شمال إفريقيا لاتينية، بينما ظلت المناطق الريفية تتحدث اللغة البربرية. ظهرت النقوش ثنائية اللغة في القرن الأول الميلادي، وتم العثور على النقوش البونيقية في المباني العامة في إفريقية حتى أواخر القرن الثاني الميلادي. على الرغم من أن الفتح الإسلامي للمغرب (في القرنان السابع والثامن الميلاديان) أدى في نهاية المطاف إلى تعريب كامل شمال إفريقيا، فقد وصف الجغرافي محمد الإدريسي "اللغة اللاتينية الإفريقية" التي يتحدث بها معظم سكان مدينة قفصة التونسية كابسا وهذا دليل على أن النص اللاتيني كان لا يزال مستخدمًا هناك في القرن الثاني عشر.
كانت هناك أحداث مماثلة خلال الفترة المبكرة من توسع الإمبراطورية الرومانية (حوالي 27 قبل الميلاد - 117 م) في مناطق مثل نوميديا ورايتيا ونوريكوم وبلجيكا وغرب جرمانيا.
من ناحية أخرى، لم يؤد الغزو الروماني لبريطانيا (42-87 م) أبداً إلى تحويل السكان المحليين إلى اللاتينية على الرغم من أن معظم النقوش المكتشفة باللاتينية، استمرت القبائل في التحدث باللهجات البريتونية.

### شرق البحر الأبيض المتوسط والإرث الروماني
استمر النصف الشرقي من الإمبراطورية، بما في ذلك اليونان ومقدونيا وآسيا الصغرى والشام ومصر، في استخدام اليونانية كلغة مشتركة بعد الحروب المقدونية (214-148 قبل الميلاد) بسبب تفوق الثقافة اليونانية القديمة. بينما اقتصرت اللاتينية على الأغراض الإدارية والعسكرية في شرق البحر الأبيض المتوسط وفي النصف الغربي كانت اللاتينية منطوقة ومكتوبة على نطاق واسع، ومع تطور اللغات الرومانسية الغربية من اللاتينية، استمروا في استخدام الأبجدية اللاتينية وتكييفها حتى بات هنالك مقولة بأن "الشرق إغريقي والغرب اللاتيني"
- منطقة إليريا، (تقع في منطقة البلقان اليوم) قد تم ضمها إلى إقليم دالماتيا، حيث أصبحت لاتينية بالكامل، وبعد سقوط روما تطورت اللغة الدلماتية التي استمرت حتى عام 1898.[7]
- بعد أن أخضع الإمبراطور تراجان منطقة الدانوب السفلى في حروب داتشيان (101-106)، تم التخلي عن لغتي الداتشية والتراقية لصالح اللاتينية، والتي طورت منها اللغة الرومانية الحديثة.[5]

على الرغم من فقدان المقاطعات الغربية الناطقة باللاتينية في القرنين الخامس والسادس، حافظت الإمبراطورية البيزنطية على اللغة اللاتينية كلغتها القانونية، وفي ظل إمبراطور القرن السادس جستنيان الأول أصدر قانون جستنيان الذي سيكون له تأثير كبير على القانون الأوروبي الغربي وذلك من حوالي 1100 إلى 1900 ميلاديّة. استمر استخدام اللاتينية كلغة بيزنطية للإدارة حتى اعتماد اللغة اليونانية الوسطى كلغة رسمية وحيدة من قبل هرقل في القرن السابع. سرعان ما تم إهمال اللغة اللاتينية العلمية بين الطبقات المتعلمة، على الرغم من أن اللغة ظلت على الأقل جزءًا احتفاليًا من ثقافة الإمبراطورية لبعض الوقت.

## العصور الوسطى

### فترة الهجرة
كان لدى الشعوب الجرمانية التي غزت الإمبراطورية الرومانية الغربية واستقرت فيها تدريجياًَ بين القرنين الخامس والثامن القليل من الثقافة المكتوبة للتحدث عنها، بصرف النظر عن بعض النقوش من الأبجدية الرونية بين معظم القبائل، لم تكن هناك إدارة أو أدب مكتوب، وساد التقليد الشفوي بدلاً من ذلك. بعد فترة الهجرة (300-800)، لم تعتمد النخبة الجرمانية النص اللاتيني ونشرته بشكل أكبر فحسب، بل استخدمت أيضًا اللغة اللاتينية في الأدب والسياسة في العصور الوسطى المبكرة. الاستثناء الطفيف لهذا هو إنجلترا الأنجلو ساكسونية، حيث أدى الخط الجزيري المشتق من اللاتينية إلى ظهور الأبجدية اللاتينية الإنجليزية القديمة التي كانت تُستخدم بانتظام للكتابة باللغة العامية من القرن السابع. 

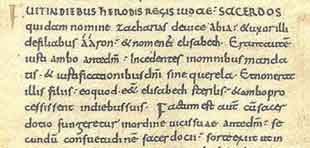
مثال على كارولينجيان صغير من مخطوطة من القرن العاشر.

في أوروبا الغربية، كان للفرنجة دور فعال في نشر وتطوير مخطوطات ونسق الحرف مثل أنسيال (المستخدمة للنصوص اليونانية واللاتينية من القرن الرابع إلى القرن التاسع)، أولاً في الخط الميروفنجي (القرنين السابع والثامن)، ثم الكارولينجيان الصغير (القرنان التاسع والثاني عشر). تم تنفيذ معظم هذه الكتابات على مخطوطات (لتحل محل مخطوطات البردية السابقة) من قبل رهبان الفرنجة في نصوص الأديرة، مع التركيز على الحفاظ على النصوص اليونانية واللاتينية الكلاسيكية بالإضافة إلى الكتب التوراتية والآبائيات من خلال النسخ.
العديد من مناطق وسط أوروبا جنوب الليمس التي لم تكن لاتينية بالكامل في العصر الروماني، بما في ذلك النمسا الحديثة، بافاريا ، بادن فورتمبيرغ، راينلاند، الألزاس (حيث كان الألزاسي واللورين فرانكونيان)، وألمانية سويسرا، وكلها تم جرمنتها أو ألمنتها في مختلف النقاط في أواخر العصور القديمة بسبب التدفق الكبير للمجموعات الناطقة بالجرمانية من الشمال. في حين أن هناك عدداً قليلاً من النقوش الرونية الجرمانية التي تعود إلى ما قبل منتصف القرن الثامن،  تمت كتابة جميع النصوص الألمانية العليا القديمة بالأبجدية اللاتينية. ومع ذلك، نظراً لأنه لم يكن مناسباً لتمثيل بعض أصوات الألمانية العليا القديمة، فقد أدى ذلك إلى اختلافات كبيرة في اصطلاحات التهجئة، حيث كان على الكتبة والسيناريو الفرديين تطوير حلولهم الخاصة لهذه المشاكل.

### التبشير المسيحي
ساهم انتشار المسيحية الغربية خلال أوائل العصور الوسطى بقوة في انتشار النص اللاتيني في جميع أنحاء أوروبا، لا سيما في مناطق ما وراء الليمس الرومانية القديمة التي بالكاد كانت بها أي ثقافة مكتوبة حتى تلك اللحظة، مثل الدول الاسكندنافية وشرق أوروبا الوسطى. ربط المبشرون المسيحيون الغربيون النصوص غير اللاتينية بالوثنية، وبالتالي أصروا على التخلي عنها. تحدثت الشعوب الأوروبية التي تحولت تدريجياً إلى المسيحية اللاتينية ونحت أبجدياتها الخاصة بها منها اللغات السلتية (لتحل محل أبجدية أوجهام منذ القرن الخامس)  واللغات الجرمانية (لتحل محل الأبجدية الرونية السابقة "fuþark" و "fuþorc" منذ القرن الثامن) ولغات البلطيق واللغات الأورالية مثل الهنغارية والفنلندية والإستونية واللغات السلافية. تم استخدام الكارولينجيان الصغير على نطاق واسع في الإمبراطورية الرومانية المقدسة من حوالي 800 إلى 1200. حيث تطورت الكتابة بالحروف السوداء أو القوطية منها في القرنين الثاني عشر والثالث عشر، وكانت شائعة في ألمانيا باسم فراكتر من القرن السادس عشر حتى القرن العشرين. في بقية العالم المسيحي اللاتيني، اقتصر النص القوطي على الكنيسة واختفى قبل ذلك بقرون. 
تم إدخال النص اللاتيني إلى الدول الاسكندنافية في القرن التاسع، أولاً في الدنمارك ثم وصلت إلى النرويج خلال التبشير في القرن الحادي عشر، ولكن في شكلين مختلفين: الكتابة الأنجلو ساكسونية المعزولة في غرب النرويج والخط الكارولينجي الصغير في شرق النرويج. مرت الدول الاسكندنافية بمرحلة من تشكل الديجرافيا بين الحروف اللاتينية والرونية الإسكندنافية قبل أن تتخلى عن الأخيرة، حيث كان بعض الأفراد بارعين في كليهما خلال هذا الانتقال. لم يكن حتى أوائل القرن الرابع عشر أن تطورت اللغات الاسكندنافية العامية إلى لغات مكتوبة كاملة، وأصبح الأدب أكثر هيمنة من الثقافة الشفوية. 
ارتبط انتشار الكتابات اللاتينية والسيريلية في أوروبا الشرقية ارتباطًا وثيقًا بالجهود التبشيرية المتنافسة للكنيسة الكاثوليكية في روما والكنيسة الأرثوذكسية الشرقية في القسطنطينية. 
أما في المناطق التي كان كلاهما يقوم فيها بالتبشير للأوروبيين الوثنيين، مثل دوقية ليتوانيا الكبرى والدوقية الكرواتية وإمارة صربيا، فقد ظهر مزيج من اللغات والنصوص والأبجديات، والخطوط بين اللاتينية الكاثوليكية (لاتينيتاس) وحدث رابط بينها وبين ومحو الأمية فيما يعرف الكريلية الأرثوذكسية (السلافية الأورثوذكسية) بشكل غير واضح المعالم ولا يمكن معرفة الفروق بشكل مؤكد. على سبيل المثال، تم تحويل محو الأمية الإدارية لليتوانيا تدريجياً إلى لاتينية بعد أن اتحدت مع التاج البولندي في أواخر القرن الرابع عشر، لكن المملكة احتفظت باللغة الروثينية والكتابة الكريلية للأدب البراغماتي، وبعض الكتب المحلية للمحاكم الأرضية استخدمت اللاتينية والكريلية في نفس الصفحة.
بشكل عام، تم استخدام النص اللاتيني لكتابة اللغات السلافية الغربية والعديد من اللغات السلافية الجنوبية مثل السلوفينية والكرواتية حيث تبنى الأشخاص الذين تحدثوا بها الكاثوليكية الرومانية، واعتمد متحدثو اللغات السلافية الشرقية عموماً الأبجدية الكريلية إلى جانب المسيحية الأرثوذكسية. كما استخدمت اللغة الصربية والبوسنية والجبل الأسود الحديثة كلا النصين، بينما حافظت اللغات البلغارية والمقدونية الشرقية الجنوبية على الكريلية فقط.

## الفترة الحديثة المبكرة
في أواخر عام 1500، اقتصر النص اللاتيني بشكل أساسي على اللغات المستخدمة في غرب وجنوب غرب وشمال ووسط أوروبا، وقد استخدم السلاف المسيحيون الأرثوذكس في شرق وجنوب شرق أوروبا في الغالب الكريلية، واستخدم المتحدثون اليونانيون حول شرق البحر الأبيض المتوسط الأبجدية اليونانية، بينما كان الكتابة العربية منتشرًا في العالم الإسلامي، بين الدول العربية وغير العربية مثل الإيرانيين والإندونيسيين والماليزيين والتركيين، وكذلك بين المسيحيين العرب. وقد استخدمت معظم بقية آسيا مجموعة متنوعة من الأبجديات البراهمية أو النص الصيني.
منذ القرن الخامس عشر وخاصة القرن السادس عشر، نشر الاستعمار الأوروبي النص اللاتيني في جميع أنحاء العالم، إلى الأمريكتين وأوقيانوسيا وأجزاء من آسيا وأفريقيا (حتى حوالي عام 1880 يقتصر معظمه على المناطق الساحلية) والمحيط الهادئ، جنباً إلى جنب من خلال اللغات الإسبانية والبرتغالية والإنجليزية والفرنسية والهولندية.

### الأمريكيتين
في محاولة لتنصير و تغريب ثقافة شعب المايا، أمر الأسقف الروماني الكاثوليكي دييغو دي لاندا من يوكاتان بحرق معظم مخطوطات المايا في يوليو 1562، مما أدى إلى تدمير شبه خط الهيروغليفية للمايا، ثم أعاد كتابة تاريخ المايا بالإسبانية، وأصبحت لغة المايا بالحروف اللاتينية، مما أدى إلى خسارة فادحة في الثقافة.
كانت الحروف اللاتينية بمثابة مصدر إلهام لأشكال مقطوعة الشيروكي التي طورتها سيكوياه في أواخر عام 1810 وأوائل عشرينيات القرن التاسع عشر، ومع ذلك، فإن التأثير اللاتيني هو بشكل أساسي الجلد العميق حيث أن سيكوياه قد ابتكرت مخططات مقطعية جديدة بحرية.[بحاجة لمصدر]

### جنوب آسيا
اللغة الوحيدة في جنوب آسيا التي تبنت الأبجدية اللاتينية على نطاق واسع هي الكونكانية (في القرن السادس عشر)، ويتم التحدث بها على الساحل الهندي الغربي الأوسط.  ولم تنجح محاولات إدخال الأبجديات اللاتينية بدلاً من النصوص المشتقة من براهمي للغات الهندية الأخرى حتى الآن.  ومع ذلك، وبسبب الاستعمار البريطاني نشر اللغة الإنجليزية المكتوبة بالحروف اللاتينية في شبه القارة الهندية بشكل واسع، والتي احتفظت بل وسعت مكانتها البارزة في حقبة ما بعد الاستقلال في كل من الهند وباكستان.

### جنوب شرق آسيا والمحيط الهادئ
تم تقديم النص اللاتيني للعديد من اللغات الأسترونيزية، بما في ذلك لغات الفلبين واللغات الماليزية والإندونيسية، لتحل محل الأبجديات العربية والأصلية السابقة. يتلائم النص اللاتيني مع علم الأصوات للغات الأسترونيزية جيداً، مما ساعد على تسريع اعتماده، فضلاً عن مساعدته على إزاحة النص الجاوي في البلدان الإسلامية في الغالب. (هذا على النقيض من اللغات الأخرى في آسيا القارية، حيث يكون النص اللاتيني مناسبًا بشكل أقل بكثير وسيتطلب استخدامًا مكثفًا لعلامات التشكيل، كما هو الحال مع الفيتنامية، التي اعتمدت بالفعل النص اللاتيني.)
أثناء الحكم الهولندي على فورموزا (1624-1662)، الجزيرة المعروفة حاليًا باسم تايوان، أعطيت لغة سيرايا أبجدية سينكان اللاتينية من قبل الهولنديين، والتي استمرت حتى القرن التاسع عشر.

## القرن ال 19

### الولايات المتحدة
كانت هناك محاولة لتبسيط تهجئة اللغة الإنجليزية من خلال الترويج لأبجدية الصحراء أو الديسيرت، لكنها فشلت في تحقيق النجاح.

### إفريقيا
كان التدافع من أجل إفريقيا (1881-1914)، الذي يعني الاحتلال السريع واستعمار وضم إفريقيا الداخلية من قبل القوى الأوروبية بأكبر قدر ممكن من السرعة، يسير جنباً إلى جنب مع انتشار معرفة القراءة والكتابة بين الأفارقة الأصليين، حيث تم إدخال النص اللاتيني حيث توجد أنظمة كتابة أخرى أو لا شيء. فحتى أوائل القرن التاسع عشر، كان لدى الأمازيغ في شمال إفريقيا نظامان في الأصل تيفيناغ وهي أبجدية لكتابة اللغة الطارقية وبعد انتشار الإسلام، كانت الكتابة العربية أيضاً قد انتشرت بشكل كبير حتى عمّ بلدان شمال إفريقيا.  مع ذلك طور المستعمرون الفرنسيون، ولا سيما القساوسة المبشرون وعلماء اللغة في الجيش، أبجدية أمازيغية لاتينية لتسهيل التواصل، خاصة لشعب القبائل في الجزائر الفرنسية. نظراً لعدم وجود قدر كبير من الأدب الأمازيغي، وساعد المستعمرون بشكل كبير في تحسين معدلات معرفة القراءة والكتابة، فقد تلقت الكتابة بالحروف اللاتينية الكثير من الدعم، أكثر من ذلك بعد استقلال الجزائر (1962) عندما بدأ المثقفون القبايليون المتعلمون في فرنسا في تحفيز الانتقال وخاصة منذ تأسيس النسخة القياسية للقبائلية عام 1970. حاولت فرنسا إجراء محاولات مماثلة لإضفاء اللاتينية على اللغة العربية لكنها قوبلت بمقاومة كبيرة جداً، وقد باءت بالفشل وتم التخلي عنها في النهاية.

### غاليسيا

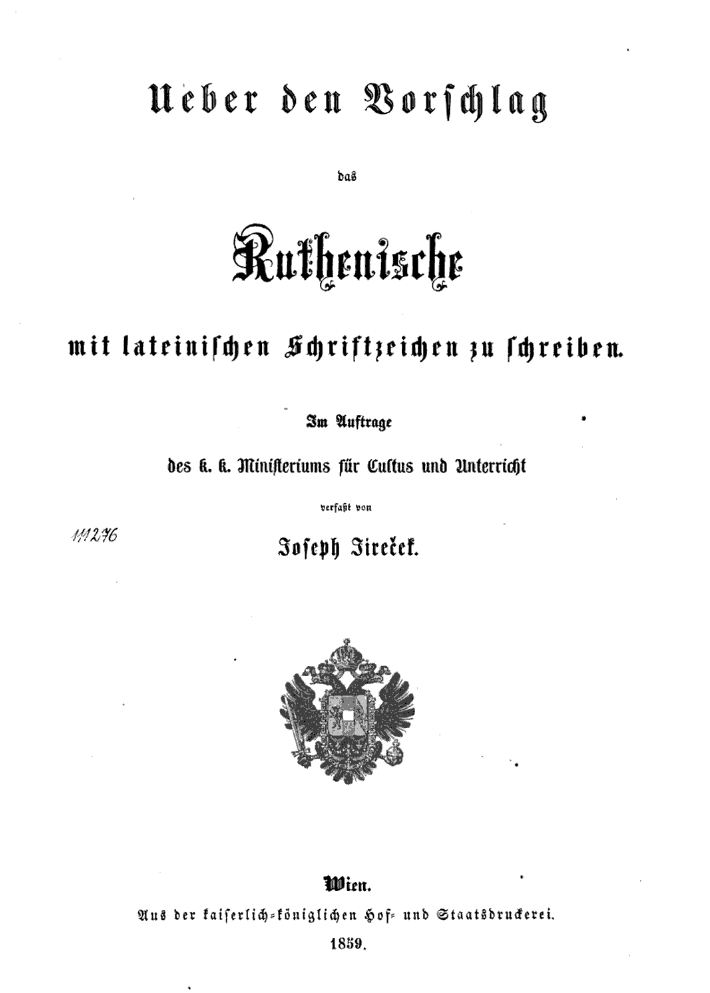
"اقتراح جوزيف جيرشك لكتابة الروثينية مع الحروف اللاتينية"، نُشر عام 1859 في فيينا.

من حوالي 1830 إلى 1880 تقريباً، انخرط الأوكرانيون في غاليسيا (التي انقسمت فيما بعد بين الإمبراطورية النمساوية والإمبراطورية الروسية ) في جدل لغوي يُعرف باسم الحرب الأبجدية. ناقشوا ما إذا كانت اللغة الأوكرانية (التي كانت تعرف آنذاك باسم "الروثينية") هي الأفضل لكتابة النص اللاتيني (استنادًا إلى النموذج التشيكي) ضد الأبجديات الأخرى ومع ذلك في النهاية، سادت الكريلية.

### رومانيا
كلغة رومنسية، استمرت الكتابة الرومانية بالحروف اللاتينية حتى مجلس فلورنسا عام 1439. حينما بدأت الكنيسة الأرثوذكسية الشرقية في الترويج للسلافية الكريلية بسبب تأثرها بدوقية موسكو الكبرى المتصاعد دورها بشكل متزايد مع تراجع الإمبراطورية البيزنطية اليونانية وغزوها تدريجيًا من قبل الإمبراطورية العثمانية في القرن الخامس عشر.
وفي القرن التاسع عشر، عاد الرومانيون إلى الأبجدية اللاتينية تحت تأثير القومية. اقترح اللغوي أيون هيليد روديولسكو لأول مرة نسخة مبسطة من السيريلية في عام 1829، ولكن في عام 1838، قدم أبجدية مختلطة تحتوي على 19 حرفًا سيريليًا و 10 أحرف لاتينية، ويمكن أن يكون كلاهما [i] و [o]. تم استخدام قواعد الإملاء الانتقالي على نطاق واسع حتى الاعتماد الرسمي للأبجدية رومانية لاتينية بالكامل في والاشيا (1860) ومولدافيا (1863)، والتي تم توحيدها تدريجياً منذ عام 1859 لتصبح مملكة رومانيا في عام 1881. وافق المفكرون الرومانيون في المجر (جزء من النمسا والمجر)، وخاصة في ترانسيلفانيا وبانات، والعلماء في والاشيا مولدافيا على تطهير اللغة من جميع العناصر غير اللاتينية (اليونانية والمجرية والسلافية والعثمانية)، ومحاكاة الفرنسية حيثما دعت الحاجة.

### الإمبراطورية الروسية
تعتبر الروسية والبولندية لغتين سلافيتين ولديهما العديد من أوجه التشابه، وبالتالي اعتبارًا من أربعينيات القرن التاسع عشر فصاعدًا، نظرت روسيا في إدخال النص الكريلي لتهجئة اللغة البولندية، مع طباعة الكتب المدرسية الأولى في ستينيات القرن التاسع عشر. تم التخلي عن الفكرة بسرعة بسبب استبدال اللغة البولندية بالكامل بالروسية في التعليم كجزء من عملية الترويس. 
قانون حظر الصحافة الليتوانية الذي تم سنه بنجاح في البداية (1865-1904) منع استخدام النص اللاتيني، بينما شجع على كتابة النصوص الليتوانية باللغة الكريلية. نمت المقاومة مع مرور الوقت، وقد تم تهريب الكتب الليتوانية إلى البلاد، وخاصة من ليتوانيا الصغرى في شرق بروسيا. على الرغم من أن السلطات الروسية حاولت الاستيلاء عليها، إلا أنها لم تتمكن من وقف الزيادة السريعة في العناوين المحظورة من عبور الحدود. يُعتقد على نطاق واسع أن الحظر الليتواني، الذي تم رفعه في عام 1904، قد حفز الحركة الوطنية الليتوانية واحتضان النص اللاتيني، بدلاً من تثبيطه.

### فيتنام
تم تدوين الكتابة بالحروف اللاتينية للفيتناميين في القرن السابع عشر من قبل المبشر اليسوعي الفرنسي ألكسندر دي رودس (1591-1660)، بناءً على أعمال المبشرين البرتغاليين في أوائل القرن السادس عشر غاسبار دو أمارال وأنتونيو باربوسا.  تم توسيع هذه الأبجدية الفيتنامية (chữ quốc ngữ أو "النص الوطني") تدريجياً من مجالها الأولي في الكتابة المسيحية لتصبح أكثر شعبية بين عامة الناس، الذين سبق لهم استخدام الأحرف الصينية.
خلال فترة الحماية الفرنسية (1883-1945)، بذل الحكام الاستعماريون جهدًا لتعليم جميع الفيتناميين، وتم العثور على نظام كتابة أبسط أكثر ملاءمة للتعليم والتواصل مع عامة السكان. لم تكن الكتابة بالحروف اللاتينية هي المهيمنة على الاتصالات الكتابية إلا في بداية القرن العشرين.  ولتعزيز العملية، أصبح الفيتناميون مضطرين للكتابة بالأبجدية إلزاميًا لجميع الوثائق العامة في عام 1910 بإصدار مرسوم صادر عن المقيم الفرنسي الأعلى في محمية تونكين في شمال فيتنام.

## القرن ال 20

### ألبانيا
استخدم الألباني مجموعة متنوعة من أنظمة الكتابة منذ التصديق الأول في القرن الثاني عشر، وخاصة اللاتينية (في الشمال)، واليونانية (في الجنوب)، والعثمانية والعربية (حيث يفضلها العديد من المسلمين الألبان). كانت هناك محاولات للتوحيد القياسي طوال القرن التاسع عشر، بدءاً من عام 1879 بقيادة جمعية نشر الكتابات الألبانية، وبلغت ذروتها في مؤتمر ماناستير عام 1908 عندما تم اختيار نص لاتيني واحد، بشكيمي، للغة بأكملها. على الرغم من أن الأبجدية اللاتينية الألبانية التي تم تبنيها حديثًا ترمز إلى قطيعة مع الحكم العثماني، إلا أن بعض الإسلاميين من ألبان كوسوفو اعترضوا عليها بشدة، مفضلين الإبقاء على النص العربي الموجود في القرآن الكريم، والذي يعتبرونه مقدسًا. ومع ذلك، أكد القوميون أن الأبجدية اللاتينية هي "فوق الدين" وبالتالي فهي مقبولة أيضًا للألبان غير المسلمين والعلمانيين، وبالتالي كسبوا الحجة. 

### الصين
بعد تأسيس جمهورية الصين الشعبية في عام 1949، فكر ماو تسي تونغ في البداية بتحويل اللغة الصينية المكتوبة إلى اللاتينية، ولكن خلال زيارته الرسمية الأولى إلى الاتحاد السوفيتي في ذلك العام، التقى جوزيف ستالين، والذي أوقف الكتابة اللاتينية على جميع اللغات في الاتحاد السوفيتي في عام 1930، قد أقنع ماو بالحفاظ على نظام الكتابة الصيني الحالي. بدلاً من ذلك، أنشأ Zhouتشو يوغوانغ وهو عالم صيني لغوي واقتصادي نظام بينيين ونظام تبسيط الأحرف الصينية. 
كبقايا من عصر الكتابة بالحروف اللاتينية، تم اختيار الأبجدية اللاتينية للكتابة الرسمية للغة تشوانغ على شكل من أشكال نصوص القياسية التي تعود إلى قرون بناءً على الأحرف الصينية.
استخدمت لغة الأويغور في الصين أبجدية مشتقة من اللاتينية تم إنشاؤها بناءً على اصطلاحات تهجئة بينيين، ولكن تم إلغاؤها في عام 1982 لصالح استعادة الأبجدية العربيّة.

### الصربية الكرواتية

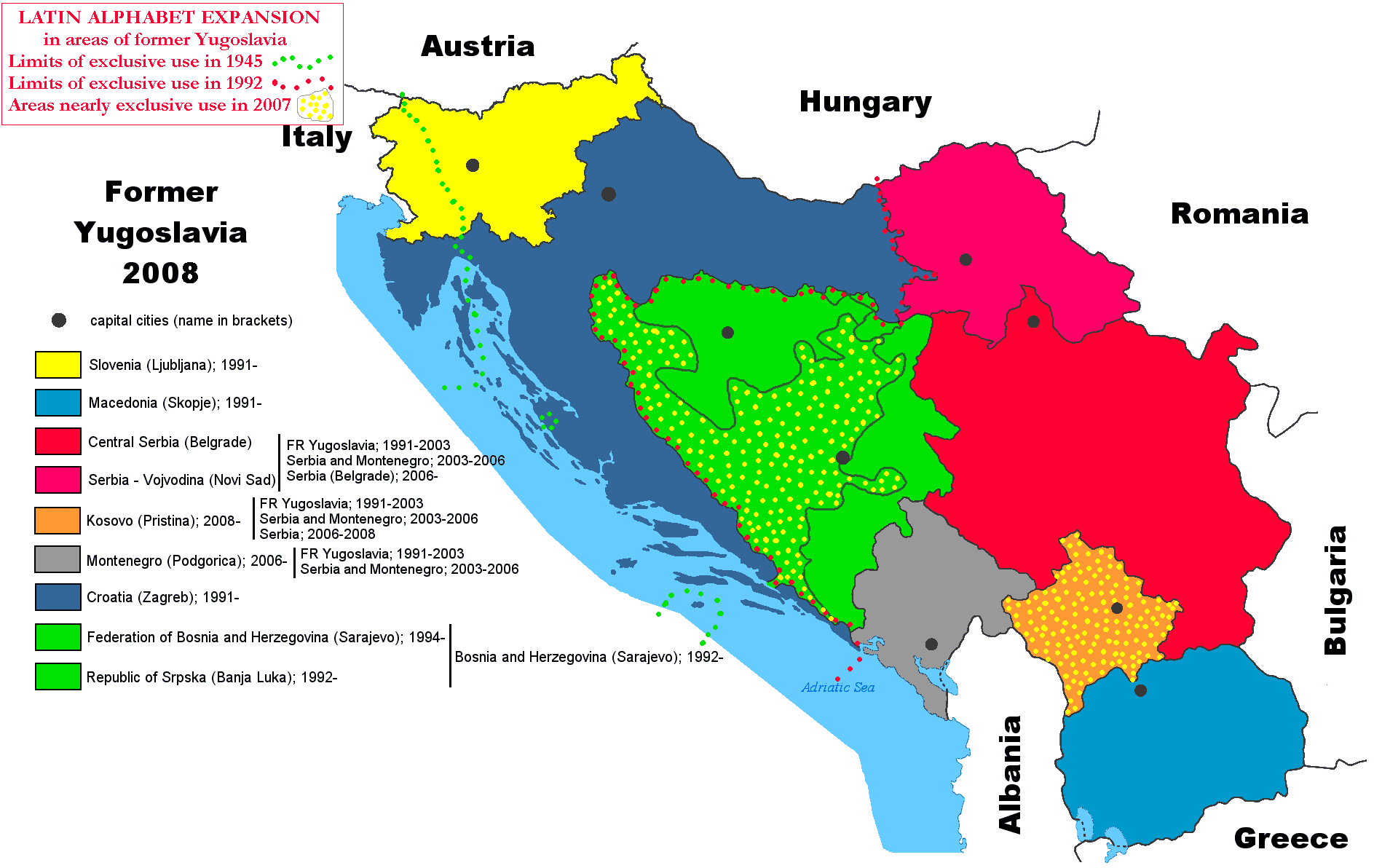
خريطة توضح التوسع في استخدام الخط اللاتيني في مناطق يوغوسلافيا السابقة، وخاصة بين الكروات والسلوفينيين (الروم الكاثوليك) والبوشناق (مسلمو البوسنة) وكوسوفار (المسلمون الألبان). تسود النصوص السيريلية في المناطق التي يسكنها الصرب والجبل الأسود والمقدونيون (المسيحيون الأرثوذكس الشرقيون). هذه الحدود الثقافية موجودة منذ انقسام الشرق والغرب.

ابتكر اللغوي الكرواتي لودويغ جي أبجدية لاتينية موحدة للكرواتية في عام 1835، بينما في عام 1818، طور اللغوي الصربي فوك كاراديتش الأبجدية الصربية السيريلية أو الكريلية في النصف الأول من القرن التاسع عشر وقد كانت الحركة الإيليرية قد قامت لتوحيد جميع السلاف الجنوبيين (اليوغوسلافيين) ثقافيًا، وربما سياسيًا أيضًا، قوية جدًا، وبُذلت جهود لإنشاء لغة أدبية موحدة من شأنها أن تضع المعيار الأوحد لجميع اللهجات اليوغوسلافية.
وقد كانت اتفاقية فيينا الأدبية (مارس 1850) بين كتاب من كرواتيا وصربيا وواحد من سلوفينيا هي المحاولة الأكثر أهمية، حيث تم الاتفاق على بعض القواعد الأساسية. في ستينيات القرن التاسع عشر، حظيت قواعد الإملاء الخاصة بفوك بالقبول في صربيا، بينما تأسست الأكاديمية اليوغوسلافية للعلوم والفنون في عام 1866 في زغرب، وتم نشر أول كتاب قواعد اللغة الصربية الكرواتية لبيرو بودماني في كرواتيا عام 1867. في عام 1913، اقترح Jovan Skerlić حلاً وسطًا لنظام كتابة ولهجة واحدة لخلق وحدة لغة حقيقية.  بعد الحرب العالمية الأولى، تحققت الوحدة السياسية في مملكة يوغوسلافيا، لكن لم يتم التوصل إلى اتفاق بشأن الوحدة الكتابية لسكانها. قامت جمهورية يوغوسلافيا الاتحادية الشعبية التيتو بعد الحرب بمحاولة أخرى لتحقيق الوحدة اللغوية، لكن اتفاقية نوفي ساد لعام 1954 نجحت فقط في الحصول على المساواة بين اللاتينية والسيريلية، والتزام جميع المواطنين بتعلم الأبجديات. مع عودة القومية العرقية في الثمانينيات، أصبح الاثنان مرتبطين بشكل كبير بمتغيرات معينة من اللغة الصربية الكرواتية وبالتالي مع الهويات القومية. تفاقمت بسبب الحروب اليوغوسلافية التي أدت إلى تفكك يوغوسلافيا في التسعينيات، واستأنف القوميون من جميع الأطراف الإصرار على أن الكرواتية والبوسنية والصربية والجبل الأسود هي لغات مميزة في حد ذاتها، مما يقوض مشروع الوحدة اللغوية الصربية الكرواتية.
تم التعبير عن اللغة البوسنية بشكل أساسي في اللغة السيريلية بوسنيكا منذ القرن الحادي عشر (في الأصل جنبًا إلى جنب مع أبجدية غلاغوليتسية الأقدم)، لكنها انقرضت تدريجيًا في القرن الثامن عشر بعد الإدخال العثماني للنص الفارسي من نوع كتابة عربية بلقانية (الخامس عشر) القرن ال 20).  في نهاية المطاف، تبنى معظم البوسنيين النص اللاتيني المشتق من اللغة الكرواتية - الذي قدمه الفرنسيسكان الكاثوليك في الأصل  - خلال القرن العشرين، وتم توحيده في التسعينيات.

### الشرق الأوسط وشمال أفريقيا

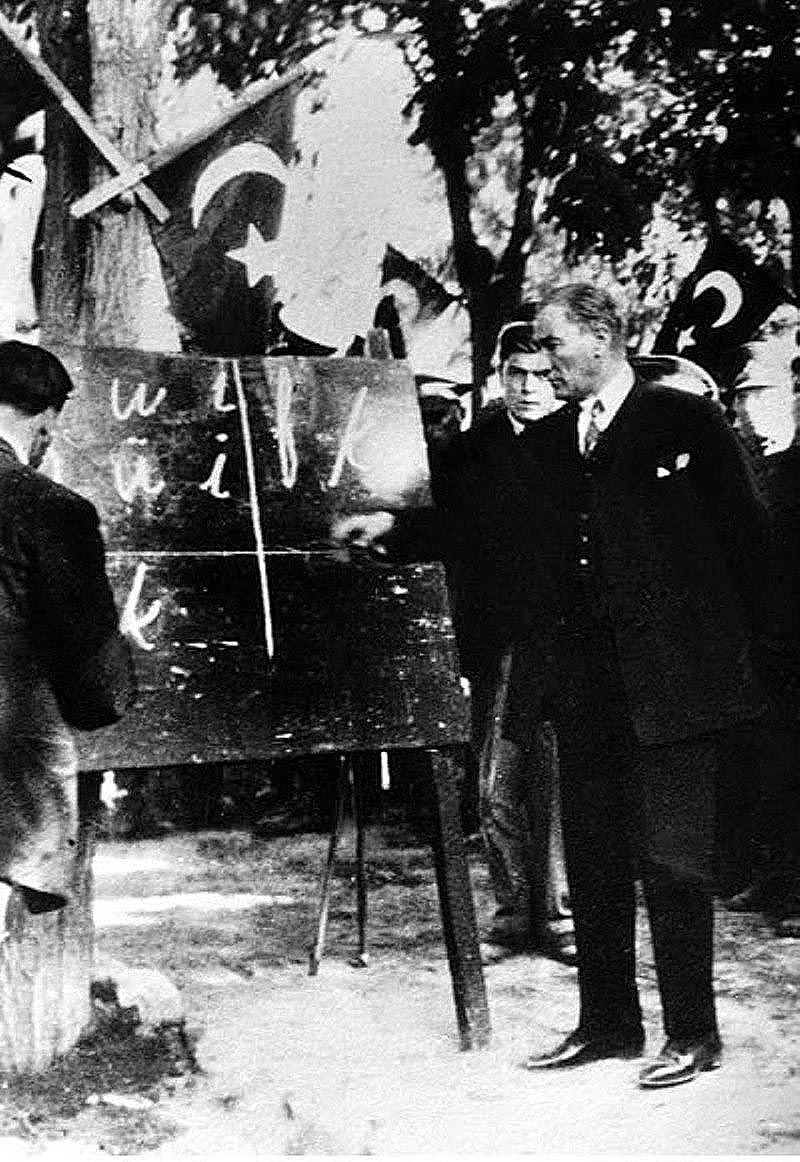
قرر مصفى كمال أتاتورك وضع الأبجدية اللاتينية في تركيا عام 1928.

في عام 1928، كجزء من إصلاحات مصطفى كمال أتاتورك، تبنت جمهورية تركيا الجديدة الأبجدية اللاتينية التركية للغة التركية، لتحل محل النص العربي المعدل وذلك كجزء من فك الارتباط مع أي نفوذ ثقافي عربي أو عودة للعثمانيّة. 
في الثلاثينيات والأربعينيات من القرن الماضي استبدل غالبية الأكراد النص العربي بحرفين لاتينيين. على الرغم من أن الحكومة الكردية الرسمية الوحيدة، حكومة إقليم كردستان في شمال العراق، تستخدم النص العربي للوثائق العامة، إلا أن الأبجدية الكردية اللاتينية لا تزال مستخدمة على نطاق واسع في جميع أنحاء المنطقة من قبل غالبية المتحدثين الأكراد، وخاصة في تركيا وسوريا.
خلال حقبة إنهاء الاستعمار في أواخر القرن العشرين، نهضت القومية العربية وعبرت عن نفسها بقوة في اتجاهات معادية للغرب ومن جهة أخرى الحفاظ على التراث والثقافة العربيّة التي تمتد لأكثر من ألف وأربعمئة عام، بما في ذلك العداء تجاه النص اللاتيني الذي حاولت فرنسا وبريطانيا العمل عليه ضمن محاولات فاشلة.
تم حظره في بعض الأماكن مثل ليبيا بعد انقلاب معمر القذافي عام 1969، لصالح النص العربي فقط.

### الاتحاد السوفياتي
منذ عام 1700 على الأقل، سعى المثقفون الروس إلى جعل اللغة الروسية لاتينية في رغبتهم في إقامة علاقات وثيقة مع الغرب.  كان لدى البلاشفة أربعة أهداف: الانفصال عن القيصرية، ونشر الاشتراكية في العالم بأسره، وعزل السكان المسلمين في الاتحاد السوفيتي عن العالم العربي الإسلامي والدين، والقضاء على الأمية من خلال التبسيط. وخلصوا إلى أن الأبجدية اللاتينية كانت الأداة الصحيحة للقيام بذلك، وبعد الاستيلاء على السلطة خلال الثورة الروسية عام 1917، وضعوا خططًا لتحقيق هذه المُثل.
على الرغم من أن التقدم كان بطيئًا في البداية، إلا أن جمهوريات الاتحاد السوفيتي ذات الأغلبية التركية في عام 1926 تبنت النص اللاتيني، مما أعطى دفعة كبيرة للإصلاحيين في تركيا المجاورة. وذلك عندما تبنى مصطفى كمال أتاتورك الأبجدية اللاتينية التركية الجديدة عام 1928، شجع هذا بدوره القادة السوفييت على المضي قدماً. أكملت لجنة كتابة الأبجدية الروسية بالحروف اللاتينية عملها في منتصف يناير 1930. لكن في 25 يناير 1930، أمر الأمين العام جوزيف ستالين بوقف كتابة الروسية بالحروف اللاتينية. استمرت عملية إضفاء الطابع اللاتيني على اللغات غير السلافية داخل الاتحاد السوفياتي حتى أواخر الثلاثينيات، معظم الشعوب الناطقة باللغة التركية في الاتحاد السوفيتي، بما في ذلك التتار والبشكيروالأذريون والكازاخ والقيرغيزيون وغيرهم (من سنوات 1929-1940)،قد استخدموا الأبجدية التركية الموحدة القائمة على اللاتينية في الثلاثينيات. ولكن في الأربعينيات من القرن الماضي، تم استبدالها جميعًا بالكريلية.

### دول ما بعد الاتحاد السوفييتي
أدى الغزو الروسي جنوب القوقاز في القرن التاسع عشر إلى تقسيم المجتمع اللغوي الأذربيجاني إلى دولتين، الأولى هي إيران والثاني الآخر هو الاتحاد السوفيتي الذي شجع على تطور اللغة، لكنه أعادها إلى الوراء بشكل كبير مع تغييرين متتاليين للخط  - من الفارسية إلى اللاتينية ثم إلى الكتابة الكريلية - بينما استمر الأذربيجانيون الإيرانيون في استخدام اللغة الفارسية كما كانوا دائماً. على الرغم من الاستخدام الواسع للغة الأذربيجانية في جمهورية أذربيجان الاشتراكية السوفياتية، إلا أنها لم تصبح اللغة الرسمية لأذربيجان حتى عام 1956. بعد تحقيق الاستقلال عن الاتحاد السوفيتي عام 1991، قررت جمهورية أذربيجان الجديدة العودة إلى النص اللاتيني.
هناك جمهوريتان أخريان حديثتان مستقلتان ناطقة بالتركية، هما أوزبكستان وتركمانستان، وكذلك مولدوفا الناطقة بالرومانية في 31 أغسطس 1989،    اعتمدوا رسميًا الأبجدية اللاتينية للغاتهم. في عام 1995، أمرت أوزبكستان بتغيير الأبجدية الأوزبكية من الأبجدية الكريلية الروسية إلى الأبجدية اللاتينية المعدلة، وفي عام 1997، أصبحت اللغة الأوزبكية هي اللغة الوحيدة لإدارة الدولة. ومع ذلك، كان تنفيذ الحكومة للانتقال إلى اللاتينية بطيئًا إلى حد ما، وعانى من عدة نكسات، وحتى عام 2017 لم يكتمل بعد. في عام 2021، أعربت الدولة عن طموحها لإكمال عملية الانتقال بحلول عام 2023.
حافظت كازاخستان وقيرغيزستان وطاجيكستان الناطقة بإيران ومنطقة ترانسنيستريا المنفصلة على الأبجدية الكريلية، ويرجع ذلك أساساً إلى علاقاتهم الوثيقة مع روسيا. ومع ذلك، تخطط كازاخستان لبدء عملية انتقال إلى الأبجدية اللاتينية في عام 2023.

### تركمانستان
استخدمت جمهورية تركمانستان الاشتراكية السوفياتية أبجدية لاتينية من عام 1928 إلى عام 1940، عندما صدر مرسوم يقضي بكتابة جميع اللغات في الاتحاد السوفيتي باللغة الكريلية. بعد حصولها على الاستقلال في عام 1991، كانت تركمانستان من بين العديد من الدول السوفيتية السابقة التي تسعى إلى إعادة تقديم النص اللاتيني. على الرغم من أن الديكتاتور الشمولي صابر مراد نيازوف، الذي حكم تركمانستان من عام 1985 حتى وفاته في عام 2006، أعلن عن مرسوم في 12 أبريل 1993 لإضفاء الطابع الرسمي والشرعي على الأبجدية اللاتينية التركمانية الجديدة، إلا أن التنفيذ الفعلي كان بطيئًا وغير مكتمل. كانت الأبجدية الأصلية لعام 1993 تحتوي على 30 حرفًا، لكنها فقدت العديد من الأصوات ولم تتناسب مع اللغة التركمانية، لذلك تم إجراء العديد من التعديلات في عام 1996. طُبع أول كتاب بالخط اللاتيني عام 1995، لكن كتيبات اللغة التركمانية وآدابها لم تكن متوفرة حتى عام 1999، تم حظر الكتيبات السيريلية قبل إتاحة الكتيبات اللاتينية، على الرغم من أن الأجيال الشابة كانت على دراية جيدة بالأبجدية اللاتينية التركمانية من خلال نظام التعليم بحلول عام 2011، إلا أن البالغين، بمن فيهم المدرسون، لم يتلقوا أي برنامج تدريب رسمي وكان من المتوقع أن يتعلموا ذلك بأنفسهم دون دعم من الدولة. 

## القرن ال 21

### كازاخستان
على عكس جيرانها الأتراك، لم تتحرك كازاخستان على الفور نحو اللاتينية بعد حصولها على الدولة في عام 1991. كان الدافع وراء ذلك أسبابًا عملية حيث كانت الحكومة حذرة من تنفير الأقلية الكبيرة الناطقة بالروسية في البلاد (التي كتبت الروسية باللغة الكريلية)، ومن ثم بسبب الأزمة الاقتصادية في أوائل التسعينيات، اعتُبر الانتقال غير مجدٍ من الناحية المالية في ذلك الوقت. لم يكن ذلك حتى عام 2017 حينما أصبحت اللاتينية هي النص الرسمي للغة الكازاخستانية في كازاخستان، لتحل محل السيريلية.
في عام 2006، طلب الرئيس نور سلطان نزارباييف من وزارة التعليم والعلوم دراسة تجارب تركيا وأذربيجان وتركمانستان وأوزبكستان، التي تحولت جميعها إلى النص اللاتيني في القرن العشرين. أفادت الوزارة في صيف عام 2007 أنه يجب تنفيذ خطة من ست خطوات، تستند أساسًا إلى نموذج أوزبكستان، على مدى 12 إلى 15 عامًا بتكلفة حوالي 300 مليون دولار. بصرف النظر عن دمج كازاخستان في الاقتصاد العالمي، جادل المسؤولون أنه سيساعد في تطوير هوية وطنية كازاخستانية منفصلة عن روسيا.  في عام 2007، قال نزارباييف إنه لا ينبغي التعجيل بتحويل الأبجدية الكازاخستانية من السيريلية إلى اللاتينية، حيث أشار: "على مدى 70 عامًا، كان الكازاخستانيون يقرأون ويكتبون باللغة السيريلية. يعيش في ولايتنا أكثر من 100 جنسية. وبالتالي نحن بحاجة إلى الاستقرار والسلام. يجب ألا نتعجل في مسألة التحول الأبجدي ".
في عام 2015، أعلنت الحكومة الكازاخستانية أن النص اللاتيني سيحل محل السيريلية كنظام كتابة للغة الكازاخستانية بحلول عام 2025.  في عام 2017، قال نزارباييف إنه "بحلول نهاية عام 2017، بعد التشاور مع الأكاديميين وممثلي الجمهور، يجب تطوير معيار واحد للأبجدية والنصوص الكازاخستانية الجديدة". كان من المقرر تدريب المتخصصين في التعليم على تعليم الأبجدية الجديدة وتوفير الكتب المدرسية ابتداءً من عام 2018. تهدف سياسة الكتابة بالحروف اللاتينية إلى تحديث كازاخستان وزيادة التعاون الدولي.  في 19 فبراير 2018، وقع الرئيس نزارباييف تعديلاً على المرسوم رقم 569 الصادر في 26 أكتوبر 2017 "بشأن ترجمة الأبجدية الكازاخستانية من الأبجدية السيريلية إلى الأبجدية اللاتينية".  تستخدم الأبجدية المعدلة "Sh" و "Ch" للأصوات الكازاخستانية "Ш" و "Ч" وتلغي استخدام الفواصل العليا. 

### كندا
في أكتوبر 2019، أعلنت المنظمة الوطنية التمثيلية للإنويت في كندا (ITK) أنها ستقدم نظام كتابة موحدًا للغات الإنويت في البلاد. يعتمد نظام الكتابة على الأبجدية اللاتينية وتم تصميمه على غرار النظام المستخدم في لغة جرينلان. 

### أوكلاهوما (الولايات المتحدة)
منذ عام 2006، تم تطوير نظام كتابة جديد للغة الأمريكية الأصلية أوساجي، متحدياً هيمنة النص اللاتيني على كتابة تلك اللغة.

## المناقشات والمقترحات

| الأبجديات في أوروبا بحلول عقد الـ 2010. اللاتينية الكريلية اللاتينية والكريلية اليونانية اليونانية واللاتينية الجورجية الأرمينية |

### بلغاريا
في عام 2001، أوصى أستاذ العبودية النمساوي أوتو كرونشتاينر بأن تتبنى بلغاريا النص اللاتيني من أجل تسهيل انضمام البلاد إلى الاتحاد الأوروبي. تسبب هذا في فضيحة لدرجة أن جامعة فيليكو تارنوفو ألغت الدرجة الفخرية التي كانت قد منحتها له سابقًا (لدعم وجهة النظر البلغارية حول اللغة المقدونية).  بالنسبة للعديد من البلغار، أصبحت الأبجدية الكريلية مكوناً مهمًا من مكونات هويتهم الوطنية، ويفخرون كثيرًا بإدخال اللغة الكريلية في الاتحاد الأوروبي عام 2007.
ومع ذلك، في الاتصالات الرقمية باستخدام أجهزة الكمبيوتر وكتابة رسائل البريد الإلكتروني والرسائل النصية القصيرة، تم اقتراح النص اللاتيني ليحل محل الكريلية. غالبًا ما يتم استخدام الأبجدية اللاتينية البلغارية، المسماة شليوكافيتسا، وذلك لتسهيل رسائل البريد الإلكتروني والرسائل النصية القصيرة. تستخدم الأصفار للإشارة إلى الأصوات البلغارية التي لا يمكن تمثيلها بحرف لاتيني واحد (على سبيل المثال، " 4 " تمثل " Ч " لأنها تبدو متشابهة والكلمة البلغارية للرقم أربعة، чѐтири čѐtiri، تبدأ بـ " ч "). 

### كوسوفو
على الرغم من المقاومة الأولية من قبل ألبان كوسوفو الإسلاميين (الذين فضلوا الكتابة العربية) ضد قرار مؤتمر ماناستير عام 1908 بتبني النص اللاتيني لكتابة اللغة الألبانية، جاء ألبان كوسوفو لقبول الأبجدية اللاتينية الألبانية على مدار الفترة المبكرة. القرن ال 20.  زادت معرفة القراءة والكتابة بين ألبان كوسوفو من 26٪ في عام 1948 إلى 96.6٪ (رجال) و 87.5٪ (نساء) في عام 2007.  اتبع صرب كوسوفو ممارسة الديغرافيا الكريلية/اللاتينية في جمهورية صربيا واستمروا في استخدام الأبجدية بعد حرب كوسوفو (1998-9) وإعلان كوسوفو للاستقلال عام 2008.  تنص المادة 2 من قانون عام 2006 بشأن استخدام اللغات على أن "الألبانية والصربية وأبجدياتهما هي لغات رسمية لكوسوفو ولهما وضع متساو في مؤسسات كوسوفو"، لكنها لا تحدد الأبجديات التي هي، حيث لم يتم ذكر اللغة اللاتينية أو السيريلية.  وقد أدى ذلك في كثير من الأحيان إلى قيام سلطات كوسوفو (التي يهيمن عليها الألبان العرقيون) باستخدام الأبجدية اللاتينية الصربية الكرواتية حصريًا في تواصلها مع الأقلية الصربية، كما هو الحال مع الأقليات الخمس الأخرى المعترف بها رسميًا في البلاد، وخاصة البوشناق الذين تتشابه لغتهم كثيرًا. إلى الصربية، ولكن دائمًا ما تكون مكتوبة باللاتينية.  على الرغم من أن صرب كوسوفو قد يستخدمون أيًا من الحروف الهجائية أو كليهما في الحياة اليومية، يزعم البعض أن لديهم الحق في مطالبة السلطات بالتواصل معهم بالأبجدية المفضلة لديهم، واتهام الحكومة بانتهاك القانون.  أثارت المواقف الحالية لسلطات كوسوفو مخاوف بشأن تحويل صرب كوسوفو إلى اللاتينية ضد إرادتهم، بينما تؤكد الحكومة أنها تحترم الحقوق القانونية للأقليات. 

### قيرغيزستان
كان اعتماد النص اللاتيني للغة القرغيزية موضوع مناقشات في قيرغيزستان منذ حصولها على الاستقلال في التسعينيات. ومع ذلك، على عكس الجمهوريات السوفيتية السابقة الأخرى التي يهيمن عليها الأتراك في آسيا الوسطى، لم تصبح القضية بارزة حتى أكدت جارتها الكبرى كازاخستان في سبتمبر 2015 وأبريل 2017 إعلاناتها السابقة لإضفاء اللاتينية على اللغة الكازاخستانية وثيقة الصلة. قبل ذلك الحين، لم تجد النخبة الناطقة بالروسية في البلاد أي سبب لذلك، ولم تسعى إلى تعريض علاقاتها السياسية والاقتصادية الجيدة مع الاتحاد الروسي للخطر. من بين أمور أخرى، دعا النائب كانيبك إيمانالييف إلى التحول إلى اللاتينية من أجل "تطوير التكنولوجيا المعاصرة والاتصالات والتعليم والعلوم". من ناحية أخرى، بسبب القيود المالية، اقترح تأجيل الانتقال إلى 2030 أو حتى 2040. نظرًا لأن روسيا لا تزال داعمًا ماليًا مهمًا لقيرغيزستان، اتفق خبراء آخرون على أنه من غير الحكمة أن تتخذ بيشكيك خطوة من شأنها أن تنفر موسكو ثقافيًا. صرح الرئيس ألمازبيك أتامباييف في أكتوبر 2017 أن البلاد لن تصبح لاتينية في أي وقت قريب.  في عام 2019، أعرب وزير التعليم والعلوم آنذاك كانيبيك إيزاكوف عن دعمه للتحول إلى الأبجدية اللاتينية، مما أعاد بدء نقاش عام حول مزايا وعيوب مثل هذا التغيير. 

### الأويغور
في غرب الصين، تم تطوير أبجدية مساعدة تستند إلى النص اللاتيني  في عام 2006 للغة الأويغور، التي يتحدث بها بشكل أساسي شعب الأويغور.

### مقدونيا الشمالية
كانت اللغة المقدونية بأبجديتها السيريلية هي اللغة الرسمية لجمهورية مقدونيا في جميع أنحاء البلاد وفي علاقاتها الخارجية منذ عام 1991. ومع ذلك، منذ أن انتهى التمرد الألباني عام 2001 باتفاقية أوهريد، تم تعديل دستور مقدونيا (التعديل الخامس) لفرض الاستخدام الرسمي المشترك للغات الأقليات الست والأبجديات الخاصة بكل منها في البلديات التي يوجد فيها أكثر من 20 ٪ من يقيم أقلية عرقية. لغات الأقليات الست - الألبانية والتركية والرومانية والصربية والبوسنية والأرومانية - هي (باستثناء الصربية) مكتوبة دائمًا بالحروف اللاتينية في البلديات حيث يشكل المتحدثون بها أقلية كبيرة أو حتى أغلبية.  بالإضافة إلى ذلك، تُكتب المقدونية أحيانًا باللغة اللاتينية، خاصة في الإعلانات. 

### الجبل الأسود
هناك نقاش مستمر في الجبل الأسود حول كيفية تسمية لغة الأغلبية في الجبل الأسود، والتي يمكن فهمها بشكل متبادل مع الإصدارات الموحدة الأخرى من اللغة الصربية الكرواتية : الصربية والكرواتية والبوسنية. تركز هذه المناقشات على الاختلافات اللغوية المتصورة بين الجبل الأسود والمتغيرات ذات الصلة، ولكن أيضًا على الهوية الوطنية والسياسية. يمارس الجبل الأسود الديجرافيا : هناك نوعان من الأبجديات الرسمية للجبل الأسود، أحدهما لاتيني والآخر سيريلي. في الحملات الانتخابية بعد عام 2000، وخاصة استفتاء الاستقلال عام 2006، أصبحت اللغة اللاتينية ترمز إلى القرب من الدول الغربية، بما في ذلك الروابط التاريخية للجبل الأسود مع البندقية، والاستقلال عن صربيا. من ناحية أخرى، تُعتبر السيريلية للدلالة على الوحدة مع صربيا والقرب من الشرق. 
بشكل عام، يميل مؤيدو تسمية اللغة "الجبل الأسود" - بما في ذلك الحكومات التي قادها حزب الجبل الأسود الديمقراطي (1990-2020) - إلى تفضيل النص اللاتيني، بينما يفضل مؤيدو "الصربية" اللغة السيريلية.  في يونيو 2016، أثار حادث حصل فيه الطلاب المتفوقون في المدارس الابتدائية والثانوية لأول مرة منذ الحرب العالمية الثانية شهادات "لوكا" - التي سميت على اسم قصيدة نجوس - المطبوعة بالأبجدية اللاتينية، مما أثار جدلاً سياسيًا. واتهم حزب الشعب الاشتراكي المعارض وزير التعليم بريدراج بوسكوفيتش "باضطهاد الكريلية" والتمييز ضد التلاميذ الذين يستخدمون هذا السيناريو. لم ينجح الحزب الوطني الاسكتلندي في إجبار الوزير على الاستقالة.  استمر حفل الاستقبال السنوي لشهادات التلاميذ المطبوعة اللاتينية في المدارس في يونيو / حزيران في دفع المنظمات الموالية لصربيا، بما في ذلك حزب المعارضة الصغير الجديد المونتينيغريون الحقيقيون، إلى الادعاء بأن المستخدمين السيريليين يتعرضون للتمييز، في حين صرح وزير التعليم دامير شيهوفيتش أن المدارس ملزمة بإصدار اللغة السيريلية الدبلومات، ولكن فقط بناءً على طلب والدي التلاميذ. 

### صربيا

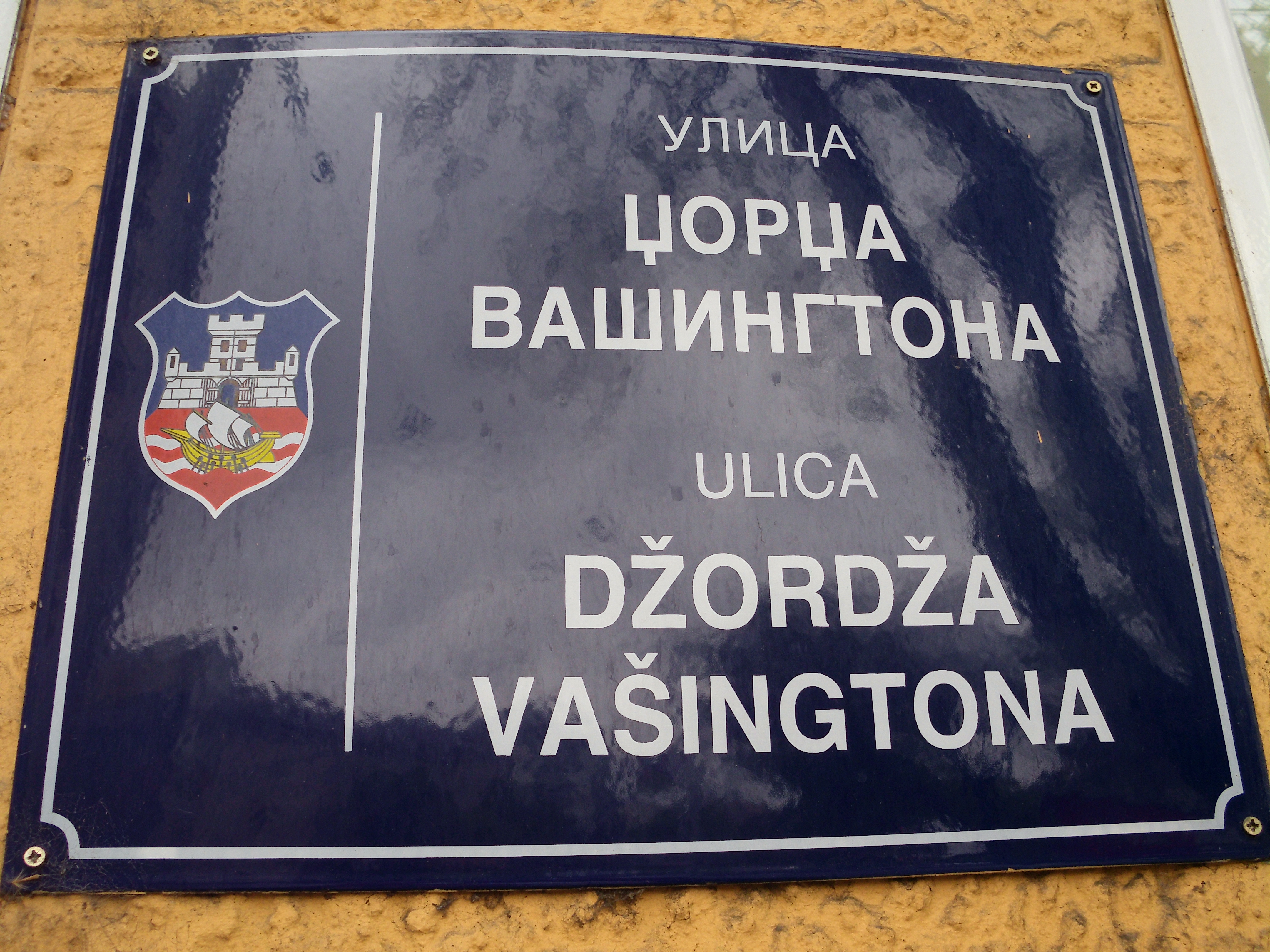
علامة Digraphic "شارع جورج واشنطن" في بلغراد (2014)

بموجب دستور صربيا لعام 2006، فإن الكتابة السيريلية أو الكريلية هي الوحيدة المستخدمة رسميًا.  ومع ذلك، فإن النص اللاتيني مستخدم على نطاق واسع. في مايو 2017، اقترح وزير الثقافة والإعلام فلادان فوكوسافلجيفيتش عدة تدابير لدعم النص السيريلي بشكل أفضل، والذي كان "في خطر الوقوع في الإهمال". وقال إنه لم يكن هناك أي نوع من المؤامرات ضد الأبجدية السيريلية، بل بالأحرى أن روح العصر والظروف التاريخية وعملية العولمة التي استمرت عقودًا جعلت اللاتينية تدريجيًا هي النص المهيمن في العالم. "خاصة أن الشباب في صربيا يتجهون الآن في الغالب إلى الأحرف اللاتينية بسبب وسائل الإعلام والإنترنت وشعارات العلامات التجارية العالمية."  في أغسطس 2018، اقترحت وزارة الثقافة قانونًا لهذا الغرض، يلزم المؤسسات الحكومية باستخدام اللغة السيريلية تحت تهديد الغرامات، وإنشاء مجلس للغة الصربية لتنفيذ سياسة اللغة المقترحة هذه. زعمت الوزارة أن اللامبالاة تجاه النص الذي يجب استخدامه لم يكن "موقفًا مسؤولاً ثقافيًا"، واشتكى من أن بعض الأشخاص قد جاءوا "لاستخدام النص اللاتيني كرمز للانفتاح والانتماء الأوروبي "، بحجة أن السيريلية كانت أيضًا أحد أنظمة الكتابة الرسمية في الاتحاد الأوروبي وأن "الاتحاد الأوروبي عبارة عن مجتمع من الشعوب بخصوصياتها." 

### تتارستان (روسيا)
في عام 1999، اقترحت جمهورية تتارستان الروسية تحويل لغة التتار التركية إلى نص لاتيني من أجل إدخالها في عالم الإنترنت الحديث. كانت هناك معارضة من داخل وخارج تتارستان، حيث قال التتار إنها ستهدد هويتهم الوطنية وتقطع روابطهم بالماضي. رفض مجلس الدوما الروسي الاقتراح. قال الرئيس فلاديمير بوتين إن انتقال التتار من السيريلية إلى اللاتينية من شأنه أن "يهدد وحدة الاتحاد الروسي ". في عام 2002، سن بوتين قانونًا جعل السيريلية النص الافتراضي لجميع اللغات في جميع جمهوريات روسيا المستقلة.  من الممكن اعتماد نص مختلف، لكنه يتطلب قانونًا منفصلاً.

### أوكرانيا

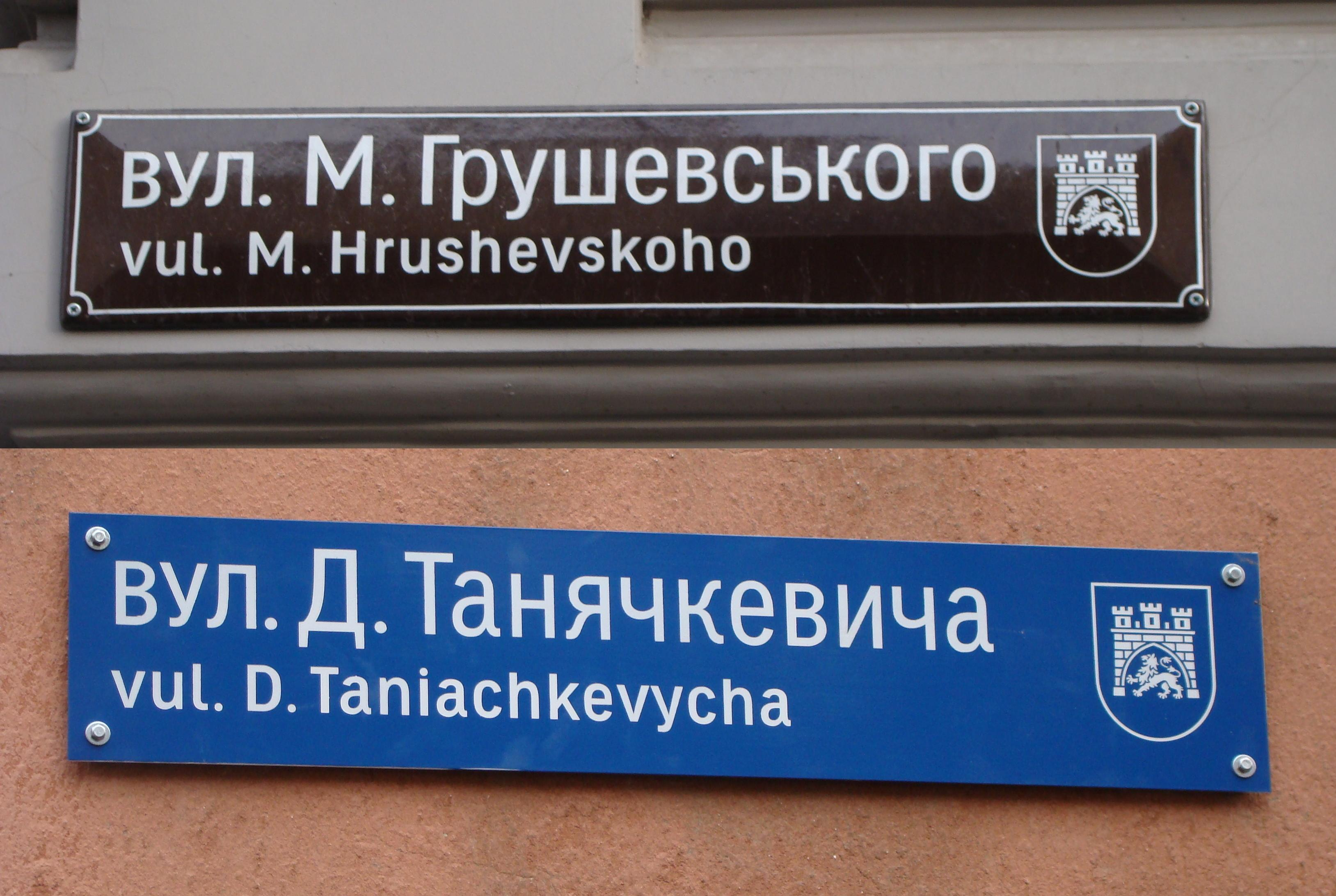
أمثلة على لوحات شارع لفيف المكتوبة بالمعيار السيريلي والحكومي لللاتينية (2012). تم العثور على نوع اللوحة العلوية أعلاه في وسط المدينة والصفيحة السفلية في مكان آخر.

يمكن تتبع الأفكار المتعلقة بإضفاء اللاتينية على اللغة الأوكرانية إلى القرن السابع عشر، عندما كانت الأراضي الأوكرانية في الكومنولث البولندي الليتواني تحت تأثير الثقافة البولندية.  في القرن التاسع عشر، حدثت ما يسمى بالحرب الأبجدية بين اللغويين في غاليسيا، حيث جادل العلماء المؤيدون للبولنديون الأوكرانيون من أجل تحويل اللاتينية إلى الأوكرانية (التي كانت تسمى آنذاك " الروثينية ")، في حين سعى محبو الروس الجاليسيون (أو موسكوفيلز) المناهضون للبولنديين إلى التقارب الثقافي. التعلق باللغة الروسية وفضل استمرار استخدام السيريلية.  في عشرينيات وثلاثينيات القرن الماضي، كانت الأوكرانية أيضًا جزءًا من اللاتينية في الاتحاد السوفيتي، على الرغم من أن هذه السياسة البلشفية الأممية المبكرة قد عكسها جوزيف ستالين. 
في عام 2014، بدأت مدينة لفيف في غرب أوكرانيا في الترويج للانتقال إلى النص اللاتيني. في عام 2017، أعاد الصحفي المقيم في كييف ستانيسلاف ريشنسكي تنشيط موضوع اللاتينية تحت شعار "كلما اختلفنا عن روسيا - كلما كان ذلك أفضل".  في مارس 2018، دعا وزير خارجية أوكرانيا بافلو كليمكين إلى مناقشة حول إدخال الأبجدية اللاتينية في الاستخدام الموازي للأبجدية السيريلية التقليدية في أوكرانيا. لقد فعل ذلك ردًا على اقتراح المؤرخ البولندي زيموفيت تشزيريك. ردت اللجنة البرلمانية الأوكرانية للعلوم والتعليم، حيث قال النائب الأول للرئيس، أولكسندر سبيفاكوفسكي، إنه يوجد اليوم في أوكرانيا قضايا أخرى أكثر أهمية للعمل عليها من الانتقال إلى النص اللاتيني. وبالمثل، كان أستاذ فقه اللغة Oleksandr Ponomariv متشككًا فيما إذا كان الانتقال الكامل إلى اللاتينية سيفيد أوكرانيا، لكنه لم يستبعد الاستخدام المتوازي لحرفين أبجديين. وأشار إلى حقيقة أن اللغة الصربية يتم التعبير عنها أيضًا بالأبجدية السيريلية واللاتينية.  قال عالم اللغة الأوكراني أولكسندر بولشوك (2020) إنه سيكون من المرغوب على المدى الطويل `` سحب اللغة الأوكرانية من الفضاء الثقافي للكرملين. ومع ذلك، الآن ليس أفضل وقت لذلك.  وأشار إلى النمو السريع للكتب المكتوبة باللغة الأوكرانية التي تم نشرها في 2010، وأن التحول إلى اللاتينية سيهدد سوق الكتب الناشئ والذي لا يزال ضعيفًا، حيث "قد يستغرق الأمر عقودًا حتى يعتاد الناس على الأبجدية الجديدة ".  في عام 2021، دعا أوليكسي دانيلوف، السكرتير الأوكراني لمجلس الأمن القومي والدفاع، البلاد إلى التحول إلى الأبجدية اللاتينية.  صرح مينكوفسكا (2019): "يوجد حاليًا في العالم أكثر من 20 معيارًا لنقل الحروف الأبجدية الأوكرانية-اللاتينية يتم استخدامها بدرجة أكبر أو أقل"، "ولكن لم تتم الموافقة على أي منها على المستوى الرسمي الأوكراني." وقال إن "معيار" مجلس وزراء أوكرانيا 2010 الذي تستخدمه الحكومة لا يفي بالمبادئ الأساسية للترجمة الصوتية بأفضل طريقة "، وأن الأنظمة الأخرى بها عيوب أخرى. 
في 1 أبريل 2022، تم "الترجمة الصوتية السيريلية اللاتينية وإعادة الترجمة اللاتينية السيريلية للنصوص الأوكرانية. تمت الموافقة على قواعد الكتابة "( SSOU 9112: 2021 ) كمعيار دولة لأوكرانيا. يعتمد المعيار على معيار ISO 9: 1995 المعدل وتم تطويره بواسطة اللجنة الفنية 144 "المعلومات والتوثيق" التابعة لمكتبة الدولة العلمية والتقنية في أوكرانيا. وفقًا لـ SSTL، يمكن استخدامه في التعاون المستقبلي بين الاتحاد الأوروبي وأوكرانيا، حيث "ستأخذ الأوكرانية قريبًا، إلى جانب اللغات الأوروبية الأخرى، مكانها الصحيح في سيناريوهات معالجة اللغات الطبيعية متعددة اللغات، بما في ذلك الترجمة الآلية." وذلك يأتي على خلفية الغزو الروسي لأوكرانيا 2022 وفي وقت تخوض فيه البلاد حرباً شرسة من أجل قطع أواصر العلاقة مع روسيا

#### تتار القرم
في سبتمبر 2021، أعلن مجلس الوزراء الأوكراني أنه يعتزم الموافقة على أبجدية جديدة للغة تتار القرم والتي من شأنها أن تستند إلى النص اللاتيني. 